# Sécurité sociale au Royaume-Uni

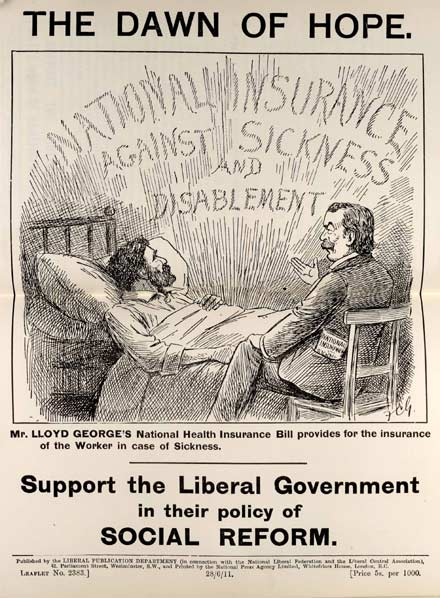
Couverture d'un dépliant publié par le département des publications libérales (Parti libéral - Royaume-Uni) en 1911 pour promouvoir la future loi sur l'assurance nationale.

La Sécurité sociale au Royaume-Uni est en grande partie administrée par le gouvernement central et s’appelle communément National Insurance. Certaines compétences ont été transférées depuis 1999 aux gouvernements décentralisés : le gouvernement écossais, le gouvernement gallois et l'exécutif nord-irlandais.
La National Insurance est financée par les cotisations sociales (salariales et patronales). Elle gère les allocations, pensions et indemnisations chômage.

## Histoire
La National Insurance a ses origines avec la création en 1911 de deux systèmes :
- Santé et pensions : géré par les syndicats et des fonds agréés
- Chômage : géré par l’État

Après la Deuxième Guerre mondiale le gouvernement de Clement Attlee a étendu le système tout en le nationalisant. Avec la création du ministère de la National Insurance, la gestion du système est passée à l’État.

## Financement
Au Royaume-Uni, la National Insurance gère seulement les prestations monétaires. La santé est financée directement par les impôts.
Depuis 2011, le taux général des cotisations sociales salariales est de 12 % sur les revenus annuels entre 7 605 livres et 40 404 livres  et de 13,8 % pour les cotisations patronales. Des taux réduits existent pour les veuves, les retraités et les salariés qui choisissent de cotiser à un plan de pensions privé.
Les cotisations payées en 2011 atteignaient 86 milliards de livres.

## Dépenses
|                                  | 2012/2013 Dépenses |
| -------------------------------- | ------------------ |
| Retraite                         | 79,321             |
| Veuvage                          | 0,571              |
| Invalidité                       | 2,591              |
| Allocations chômage              | 3,463              |
| Allocations maternité et parents | 0,373              |
| Gestion et transferts            | 4.693              |
| Total                            | 91,012             |

## Fonds de réserve
Bien que le système ait généré des surplus pendant de nombreuses années, il est entré en déficit depuis 2009. Les déficits sont actuellement financés par les surplus accumulés qui atteignaient 53 milliards de livres en 2008. À la suite des déficits accumulés depuis 2009 le National Insurance Fund s’est réduit à 32 milliards de livres en 2012.